# Bernardo Houssay
Bernardo Alberto Houssay (10. dubna 1887 Buenos Aires – 21. září 1970 Buenos Aires) byl argentinský fyziolog, nositel Nobelovy ceny za fyziologii a lékařství za rok 1947. Byla udělena za objevy mechanismů hormonální regulace hladiny cukru v krvi a druhou polovinu Nobelovy ceny toho roku získali Carl Ferdinand Cori a Gerty Coriová.
Bernardo Houssay pocházel z rodiny francouzského původu a pro své mimořádné nadání byl připuštěn na univerzitu Buenos Aires již ve 14 letech. Vystudoval medicínu a již ve třetím ročníku začal učit jako asistent na katedře fyziologie. Po dosažení doktorátu 1911 pak nastoupil jako profesor fyziologie na veterinární fakultě své univerzity. Zároveň pracoval v nemocnici jako lékař. Roku 1919 se stal profesorem fyziologie na fakultě medicíny, kde učil a bádal až do roku 1943, kdy ho vojenská junta propustila pro jeho liberální názory. V bádání pak Houssay pokračoval na soukromém Institutu experimentální biologie a medicíny. Po pádu Perónovy vlády roku 1955 se směl vrátit na univerzitu, kde zůstal až do smrti.
Jako výzkumník Houssay zasáhl do mnoha oblastí fyziologie, ale největší význam mají výzkumy regulace metabolismu karbohydrátů, oceněné Nobelovou cenou, které mají bezprostřední význam pro pochopení a léčbu cukrovky. Důležitý je Houssay rovněž jako autor odborných učebnic, organizátor vědy a pedagog; k jeho žákům patřili Eduardo Braun-Menéndez a Miguel Rolando Covian.